# Sergio Gigirey Amado
Sergio Gigirey Amado, conocido por el nombre encubierto Sergio Botana, es un agente de policía español miembro del Cuerpo Nacional de Policía. El 6 de septiembre de 2023 El Salto Diario y La Directa revelaron su infiltración en movimientos sociales, antifascistas y antirrepresivos durante unos 7 años. Forma parte de la XXVIII promoción de la Policía Nacional. Sólo dos meses más tarde, en julio de 2014, empezó su militancia en el Banco de Alimentos de Moratalaz, gestionado por Distrito 14. En la primavera de 2015 se incorporó a Distrito 14. En agosto de 2020 dejaría el piso en Moratalaz donde vivía y empezó su proceso de desconexión en Distrito 14, que acabó con su salida en febrero de 2021. Aunque durante un tiempo continuó su militancia en otros espacios, finalmente sería en marzo de 2023 el último contacto visual.

## Infiltración
Sergio Gigirey el 6 de junio de 2014 juraría como policía en la Escala Básica y en julio del mismo año empezaría la operación de infiltración creando sus redes sociales. El verano de 2014 aparecería por primera vez en el Banco de Alimentos de Moratalaz y en la primavera de 2015 entraría en el colectivo antifascista Distrito 14 empezando a trabajar en Faborit en mayo de 2015. Durante los siguientes meses, Sergio Gigirey empezó a militar en Distrito 14 ya consolidar relaciones personales con militantes del colectivo, llegando a trabajar en una cafetería "Faborit" hasta febrero de 2016 con dos compañeras durante unos siete meses y comenzando una relación con una compañera. Así durante los años siguientes, Sergio dedica gran parte de su tiempo a la militancia en Distrito 14, mudándose al barrio de Moratalaz y conviviendo durante varios años con varias compañeras y compañeros.
En junio de 2016 empezaría una relación con una compañera de trabajo y también de militancia, empezando en septiembre de 2016 a vivir juntos. Entre 2016 y 2017 se matricularía en Derecho en la UNED y en octubre de 2017 acudiría incluso a defender colegios electorales por el referéndum de independencia en Cataluña en la Escuela Carmel de Barcelona. En mayo de 2018 al crearse el colectivo antirrepresivo MAR él participaría, hasta llegar a junio de 2019 en el que se presenta a inspector y deja la UNED. En agosto de 2020 deja el piso en Moratalaz y comienza su proceso de desconexión en Distrito 14, que terminará con su salida en febrero de 2021. Durante un tiempo continuó su militancia en otros espacios, aunque finalmente en marzo de 2023 sería el último contacto visual. En julio de 2020 finaliza la relación con su entonces compañera, y en agosto de 2020 abandona el piso que compartían. En febrero de 2021 deja Distrito 14 y comienza a estar activo en movilizaciones por Pablo Hasél, dejando MAR en junio de 2021. En marzo de 2023 sería el último momento en que se le ve en persona incluso respondiendo detrás del número de teléfono móvil falso cuando se le felicitó por su cumpleaños en agosto de 2023.
El 13 de febrero de 2024 activistas de Madrid consiguieron descubrir el nuevo domicilio del agente del infiltrado y organizaron una encartelada en el portal del edificio.